# Michael Pineda
Artikeln följer den spanska namnseden; faderns efternamn är Pineda och moderns efternamn Paulino.
Michael Francisco Pineda Paulino, född den 18 januari 1989 i Yaguate, är en dominikansk professionell basebollspelare som spelar för Detroit Tigers i Major League Baseball (MLB). Pineda är högerhänt pitcher.
Pineda har tidigare spelat för Seattle Mariners (2011), New York Yankees (2014–2017) och Minnesota Twins (2019–2021). Han har tagits ut till MLB:s all star-match en gång.

## Karriär

### Major League Baseball

#### Seattle Mariners

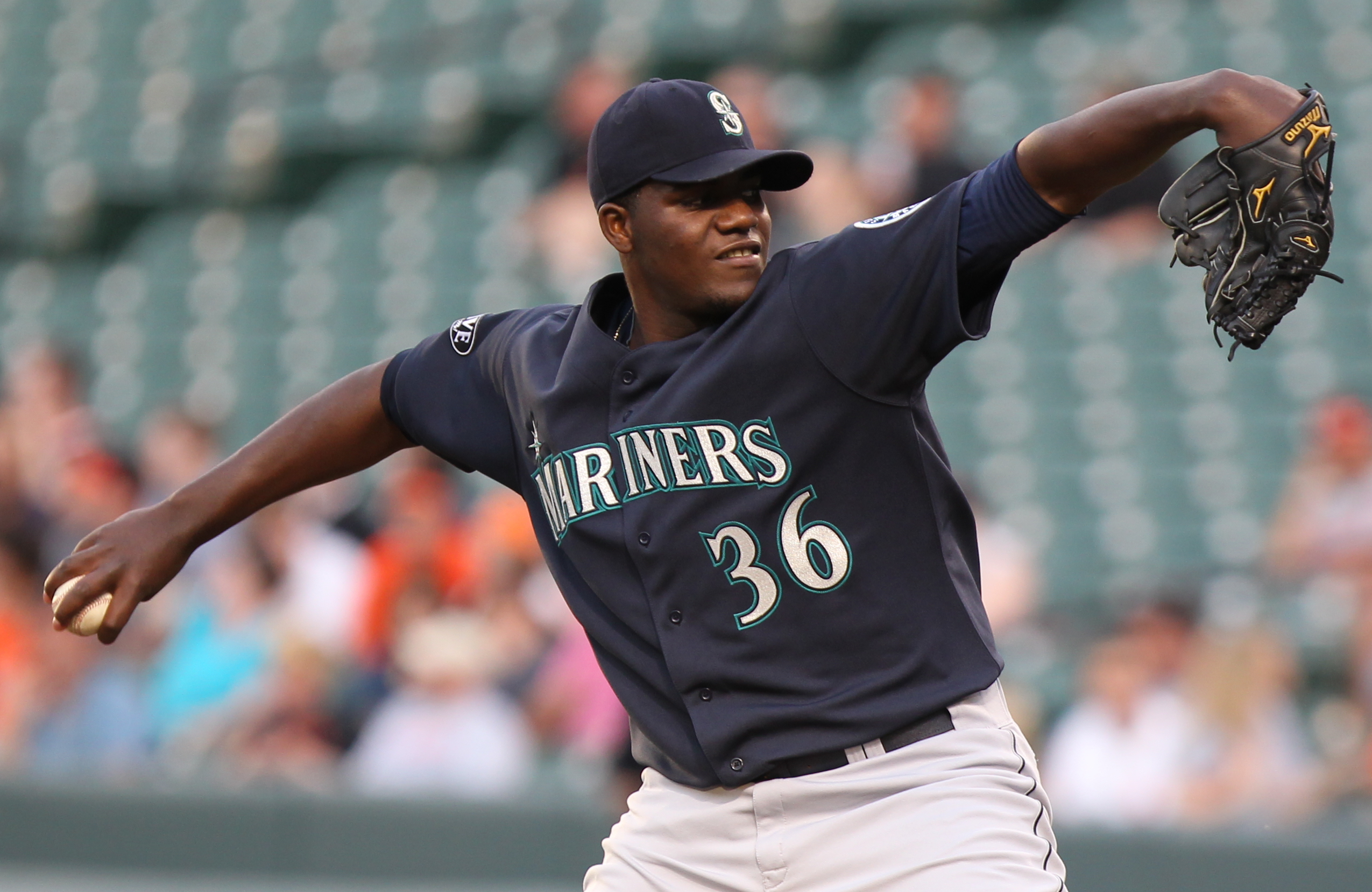
Pineda under debutsäsongen i MLB 2011.

Pineda skrev i december 2005, vid 16 års ålder, på för Seattle Mariners och året därpå gjorde han proffsdebut i Mariners farmarklubbssystem. Under de två första säsongerna spelade han i hemlandet Dominikanska republiken innan han 2008 fortsatte karriären i USA. Han debuterade i MLB den 5 april 2011.
Pineda hade en fin första säsong i MLB och togs ut till all star-matchen direkt. Han var under säsongen 9–10 (nio vinster och tio förluster) med en earned run average (ERA) på 3,74 på 28 starter och kom femma i omröstningen till American Leagues (AL) Rookie of the Year Award.
I januari 2012 trejdade Mariners Pineda och Vicente Campos till New York Yankees i utbyte mot Jesús Montero och Héctor Noesí.

#### New York Yankees

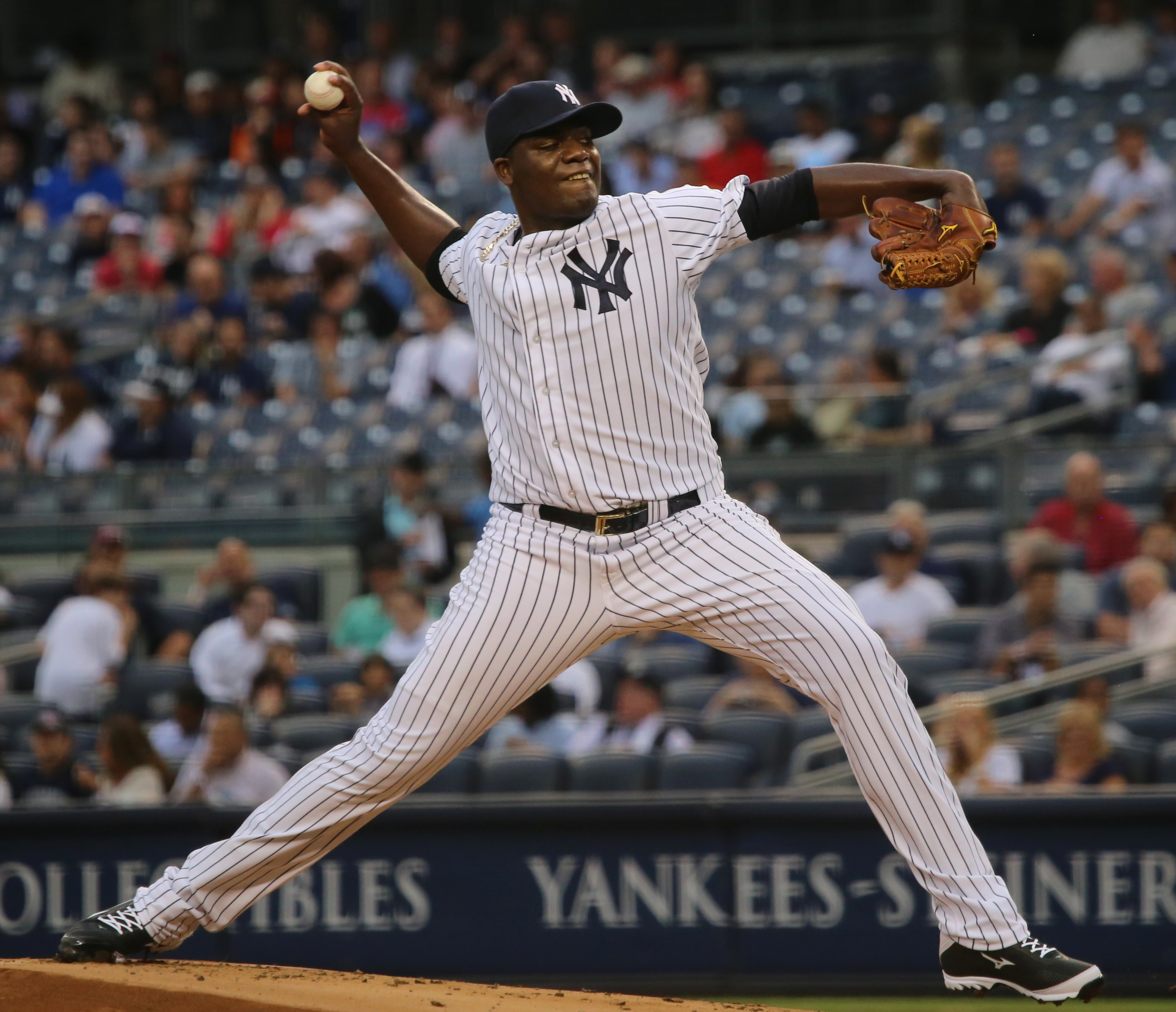
Pineda pitchar för New York Yankees 2015.

Pineda missade 2012 års säsong helt på grund av skada och året efter det spelade han bara i farmarligorna. Han kunde debutera för Yankees först 2014, men gjorde bara 13 starter den säsongen. Hans ERA var fina 1,89. Under de tre följande säsongerna var hans ERA som bäst 4,37, men han hade flest strikeouts per 9 innings pitched i AL 2016 (10,61). Efter 2017 års säsong blev han free agent för första gången.

#### Minnesota Twins
I december 2017 skrev Pineda på ett tvåårskontrakt med Minnesota Twins. Han var dock skadad och spelade bara i farmarligorna under 2018 års säsong. Han hade en hyfsad säsong 2019 (11–5 med en ERA på 4,01) innan han i början av september stängdes av i 60 matcher på grund av ett positivt dopningsprov, som visade att han hade intagit det vätskedrivande medlet hydroklortiazid. Efter den säsongen blev han free agent igen, men valde att återvända till Twins med ett nytt tvåårskontrakt. Hans avstängning sträckte sig in i 2020 års säsong, som blev kraftigt förkortad på grund av covid-19-pandemin, och han startade bara fem matcher den säsongen. 2021 var han 9–8 med en ERA på 3,62 på 22 matcher, varav 21 starter, och därefter blev han free agent igen.

#### Detroit Tigers
I mars 2022 kom Pineda överens med Detroit Tigers om ett ettårskontrakt.